# Questa specie d'amore (romanzo)
Questa specie d'amore è un romanzo di Alberto Bevilacqua, pubblicato nel 1966 e vincitore nello stesso anno del Premio Campiello.
È stato tradotto in francese e tedesco.

## Struttura
Il libro è diviso in tre parti, ciascuna con un prologo; si conclude con un epilogo. Narratore è Federico, il quale nei prologhi e nell'epilogo si rivolge direttamente alla moglie Giovanna, mentre nei capitoli delle tre parti descrive i fatti in cui i due sono coinvolti. Egli alla fine (epilogo) ammette di non essere riuscito a dire a voce le cose che ha scritte, ma le pagine che le contengono sono per Giovanna, alla quale non ha mai trovato il coraggio di dire certe importanti verità.

## Trama
Federico vive con la moglie Giovanna, di molti anni più giovane, e con il loro cagnolino. Egli si adatta alla mentalità di Giovanna, benché spesso non si senta d'accordo con lei; ma il limite del suo rapporto (anzi del suo amore) è di fermarsi e accondiscendere, ogni volta che dovrebbe opporre una sua differente idea. In tal modo, l'uomo ha intessuto una tela di menzogne da cui non riesce a liberarsi. Così si trova a frequentare la casa del suocero, uomo distinto e ricco che non ha alcuna simpatia per lui. Inoltre ha poche relazioni con la sua famiglia, sulla quale anzi ha taciuto troppo.
Sin dalla più tenera età, Federico ha assistito al dramma del padre antifascista, percosso, imprigionato, confinato. Ha dovuto adattarsi a lontananze dalla mamma per ragioni di sicurezza. Quando la famiglia ha potuto riunirsi e lasciare alle spalle il passato, una grave forma depressiva ha colpito la mamma, che passa la vita in clinica. Federico non ha fatto parola di tutto questo con Giovanna, ma si è intestardito a non volere un figlio, unica cosa su cui si è imposto alla moglie vissuta sempre nella sicurezza e protetta dai dolori con un'educazione dove tutto ha il suo posto e nulla si discute.
Una sera, Federico accompagna a casa una donna che si è sentita male sul lavoro. La cosa finisce in un tradimento nei confronti di Giovanna. Egli torna a casa con l'intento di confessare tutto, ma si arresta avvertendo quanto la moglie sia sola (nonostante le mille attività che sembra sempre avere) e quindi non ha il coraggio di infrangere le barriere che ben conosce. Per lui, quella storia non ha importanza, non vuole altro che Giovanna, ma ad ogni occasione aggiunge menzogne e si comporta in modo pavido, sottraendosi costantemente alla responsabilità di dare una rotta migliore alla loro vita.
Nel frattempo la sorella di Giovanna mette al mondo un bambino, chiamato Matteo. Tutta la famiglia partecipa a questa gioia. Allora Federico, per cercare di forzare il circolo vizioso in cui è entrato, mette a sua volta incinta Giovanna che, pur felicissima, ha eternamente il dubbio che anche lui lo sia. Finché, mentre sta girando alcune scene di un film e si trova in Friuli, Federico è richiamato da un telegramma: Giovanna è in clinica. Dopo un viaggio affannoso, egli entra nella camera della moglie all'ospedale e la trova stordita dai tranquillanti, somministrati per ordine del padre che era stato un primario molto influente. Si vuole sottrarre Giovanna al dolore di aver perso la creatura, e Federico comprende che ciò non li può avvicinare; eppure, quando lei lo riconosce, lui ricade nelle rassicurazioni delle quali ormai sono pressoché schiavi.
Seguono settimane in cui Federico riesce, con le sue premure, a migliorare lo stato della moglie, tanto che, a primavera iniziata, lei parte con tutti i suoi per la Dalmazia a far visita a uno zio. Nell'attesa di andarli a prendere a Trieste, Federico va dal padre e quindi in clinica dalla madre. I due uomini erano sempre andati separatamente. La visita è molto bizzarra: le compagne di ospedale vogliono vedere lui, Federico, che compare spesso sui rotocalchi; la mamma vuole pranzare fuori e trascorrono ore serene. Ma finalmente Federico comprende che non mentirà più a Giovanna, perché questa forma di amore (assecondare quello che l'altro vuole) è giustificata solo con persone malate come la mamma e senza prospettiva di guarigione.
Così, rasserenato, scrive le ultime pagine della sua confessione a Giovanna e, con la benedizione dei suoi genitori, le va incontro, a porgerle il suo amore rinnovato.

## Personaggi
- Giovanna - moglie di Federico. Di famiglia romana, giovane, non viene mai specificata l'età, ma non ha più di venticinque anni. È descritta come alta, con capelli nerissimi e carnagione molto facile all'abbronzatura. Il carattere è visto dal marito come conservatore, ben difeso da un'educazione basata su sicurezze mai messe in discussione. È molto legata alla famiglia di origine e non molto aperta verso quella di Federico.
  - Il Professore - padre di Giovanna, vedovo, ricco e possessivo. Ogni settimana deve essere onorata la domenica sera da una cena in famiglia.
  - Maria - sorella di Giovanna. Ha un anno più della sorella ed è sposata con un assistente universitario del padre. Partorisce un bimbo, Matteo, e condivide con Giovanna le passeggiate ed altri momenti di svago.
- Federico - narratore e marito di Giovanna. Di origini emiliane. Ha più di quarant'anni, ma, dalle descrizioni che fornisce di se stesso, si direbbe che è molto più anziano. Biondo, con capelli radi, cascante nelle membra, bianco di carnagione e resistente alle abbronzature, con piedi grossi e contratti. Ha gli occhi celeste chiaro. Lavora nel cinema, come direttore tecnico, dopo aver fatto a lungo il giornalista.
  - Padre di Federico - di estrazione contadina, è stato un acceso antifascista e ha subito prigionia e confino. Ha trasmesso al figlio i caratteri fisici, ma risulta più vigoroso, a causa della vita dura. Nonostante le differenze, non lo imbarazzano i parenti altolocati di Giovanna.
  - Madre di Federico (Serena) - ricoverata in una clinica per malattie mentali, ha quasi settant'anni. Ha condiviso le gioie e i dolori del marito. Anche ora che sono divisi dalla malattia, i due si comprendono senza bisogno di parlare.

## Opere derivate
Nel 1972, Alberto Bevilacqua ha trasposto il suo romanzo nell'omonimo film, firmandone regia e sceneggiatura; i protagonisti sono Jean Seberg (Giovanna) e Ugo Tognazzi (Federico); musiche di Ennio Morricone.

## Edizioni
- Alberto Bevilacqua, Questa specie d'amore, Milano, Rizzoli, 1966.
- Alberto Bevilacqua, Questa specie d'amore, collana Biblioteca universale, introduzione di Ottavio Cecchi, Milano, Rizzoli, 1976.
- Alberto Bevilacqua, Questa specie d'amore, prefazione di Carlo Bo, Milano, Bompiani, 1986.